# كأس إسكتلندا 1953–54
كأس اسكتلندا 1953–54 (بالإنجليزية: 1953–54 Scottish Cup)‏ هو موسم من كأس اسكتلندا. فاز فيه نادي سلتيك.